# Miss Arizona
Ne doit pas être confondu avec Miss Arizona USA.
Pour plus de détails, voir Fiche technique et Distribution.
Miss Arizona est un film italo-hongrois réalisé par Pál Sándor, sorti en 1988.

## Fiche technique
- Titre : Miss Arizona
- Réalisation : Pál Sándor
- Scénario : Pál Sándor, Ágnes Fedor, Alfredo Giannetti et Péter Molnár Gál
- Photographie : Elemér Ragályi
- Montage : Nino Baragli
- Musique : Armando Trovajoli
- Pays d'origine : Italie - Hongrie
- Format : Couleurs - 1,37:1 - Dolby
- Genre : drame
- Date de sortie : 1988

## Distribution
- Marcello Mastroianni : Rozsnyai Sándor
- Hanna Schygulla : Rozsnyai Mici
- Alessandra Martines : Marta
- Urbano Barberini : Stanley
- Juli Básti (hu) : Eva
- Dorottya Udvaros : Zsuzsa
- Sándor Zsótér : András
- Matteo Rocchietta : András jeune
- Renato Cestiè: le pretre
- Kati Kovács : Rozsnyai Mici (voix chantante)
- Hédi Temessy (voix)